# Мотокомпрессорный воздушно-реактивный двигатель

Схема двигательной установки И-250

Мотокомпрессорный воздушно-реактивный двигатель (ВРДК) — комбинированный воздушно-реактивный двигатель.

## Устройство и принцип работы
Конструктивно состоит из трёх основных частей — поршневого двигателя внутреннего сгорания, воздушного компрессора и упрощённого воздушно-реактивного двигателя. Поршневой двигатель через трансмиссию приводит воздушный компрессор. Сжатый воздух от последнего подаётся в камеру сгорания, где смешивается с топливом; сгорание создаёт реактивную тягу. Таким образом, у реактивного двигателя нет собственного внутреннего компрессора и турбины для его привода: их роль выполняет отдельный (и приводимый отдельным двигателем) компрессор. Поршневой двигатель, кроме привода компрессора, также может вращать и воздушный винт, хотя существовали и безвинтовые схемы. В описательном смысле такие двигатели можно назвать «полуреактивными».

## История
Идеи создания ВРД высказывались во второй половине XIX — начале XX века, в одно время независимо друг от друга идею развивали Александр Горохов, Анри Коанда и Рене Лорин. 
Мотокомпрессорный двигатель нашёл небольшое применение на некоторых экспериментальных самолётах конца 30-х и 40-х годов XX века (И-250, Caproni Campini N.1) и явился переходным этапом от поршневых двигателей с винтомоторной установкой к настоящим турбореактивным двигателям. Применение отдельного компрессора позволило исключить из конструкции двигателя сложную в производстве, дорогостоящую и ещё не вполне исследованную в те годы газовую турбину, а также — внутренний компрессор.
Самолёты, оснащённые таким типом силовой установки, зачастую превышали по скоростным характеристикам винтовые самолёты с поршневыми двигателями. Однако большая масса отдельного поршневого двигателя — наряду с быстрым развитием чисто турбореактивных двигателей в годы Второй мировой войны, привели к отказу от мотокомпрессорной схемы в конце 40-х годов XX века.